# Косево (гміна Помехувек)
Косево (пол. Kosewo) — село в Польщі, у гміні Помехувек Новодворського повіту Мазовецького воєводства.
Населення — 187 осіб (2011).
У 1975-1998 роках село належало до Варшавського воєводства.

## Демографія
Демографічна структура станом на 31 березня 2011 року:
|          | Загалом | Допрацездатний вік | Працездатний вік | Постпрацездатний вік |
| -------- | ------- | ------------------ | ---------------- | -------------------- |
| Чоловіки | 95      | 21                 | 68               | 6                    |
| Жінки    | 92      | 21                 | 51               | 20                   |
| Разом    | 187     | 42                 | 119              | 26                   |